# Sylvester Stallone
Sylvester Gardenzio Stallone (Nova Iorque, 6 de julho de 1946) é um ator, roteirista e diretor norte-americano, conhecido por seus papéis em filmes de ação de Hollywood. Dois de seus notáveis personagens são o boxeador Rocky Balboa e o soldado John Rambo. As franquias Rocky e Rambo, juntamente com vários outros filmes, reforçaram a sua reputação como ator e renderam boas bilheterias.
O filme Rocky que foi escrito e estrelado por Stallone foi introduzido no National Film Registry assim como no Museu Smithsonian. Stallone usou a frente da entrada para o Museu de Arte de Filadélfia na série Rocky, o que levou a área a ser apelidada de degraus de Rocky. A Filadélfia tem uma estátua do personagem Rocky colocada permanentemente perto do museu, do lado direito antes dos degraus. Foi anunciado em 7 de dezembro de 2010 que Stallone tinha sido votado no International Boxing Hall of Fame. O ator é irmão do cantor Frank Stallone, com quem fez parceria em alguns filmes.

## Biografia

### Primeiros anos de vida
Sylvester Gardenzio Stallone nasceu em Nova Iorque, filho mais velho de Frank Stallone Sr., um cabeleireiro, e Jackie Stallone (nascida Jacqueline Labofish), uma astróloga, ex-dançarina e promotora de wrestling para mulheres. Seu irmão mais novo é o ator e músico Frank Stallone. O pai de Stallone nasceu em Gioia del Colle, na região da Puglia, Itália, e emigrou para os Estados Unidos quando criança. A mãe de Stallone tem ascendência metade ucraniana e metade francesa.
Sua mãe sofreu complicações durante o parto, o que obrigou os obstetras a usarem dois pares de fórceps durante seu nascimento. O uso indevido destes instrumentos causaram acidentalmente um corte em um nervo, causando uma paralisia em partes do rosto de Stallone. Como resultado, o lado inferior esquerdo do seu rosto está paralisado, incluindo partes de seu lábio, língua e queixo.
Stallone foi batizado e criado como católico. Ele passou seus primeiros cinco anos em Hell's Kitchen, saltando entre lares adotivos, enquanto seus pais enfrentavam um casamento conturbado.
Seu pai, um esteticista, levou a família para Washington D.C., onde abriu uma escola de beleza. Sua mãe abriu um ginásio de mulheres chamado Barbella em 1954. Seus pais se divorciaram quando ele tinha nove anos, e ele acabou vivendo com a mãe. Ele frequentou a Notre Dame Academy e Lincoln High School, em Filadélfia e também a Academia Militar Charlotte Hall, antes de frequentar Miami Dade College.

## Carreira

### Italian Stallion e Score
Stallone teve seu primeiro papel no filme pornográfico The Party at Kitty and Stud's (1970), sendo pago 200 dólares por cada dois dias de trabalho. Stallone explicou mais tarde que tinha feito o filme sob desespero, após ter sido despejado de seu apartamento e ficado sem onde morar por vários dias. Também disse que dormiu três semanas na estação de ônibus Port Authority, em Nova Iorque, até ter visto o anúncio de elenco para o filme. Em suas palavras, "era fazer aquele filme ou roubar alguém, porque eu estava no fim de minhas forças".
O filme foi relançado anos mais tarde com o título de Italian Stallion (Garanhão Italiano), a fim de lucrar com a nova fama que Stallone encontrou (o novo título foi tirado do apelido do personagem Rocky).

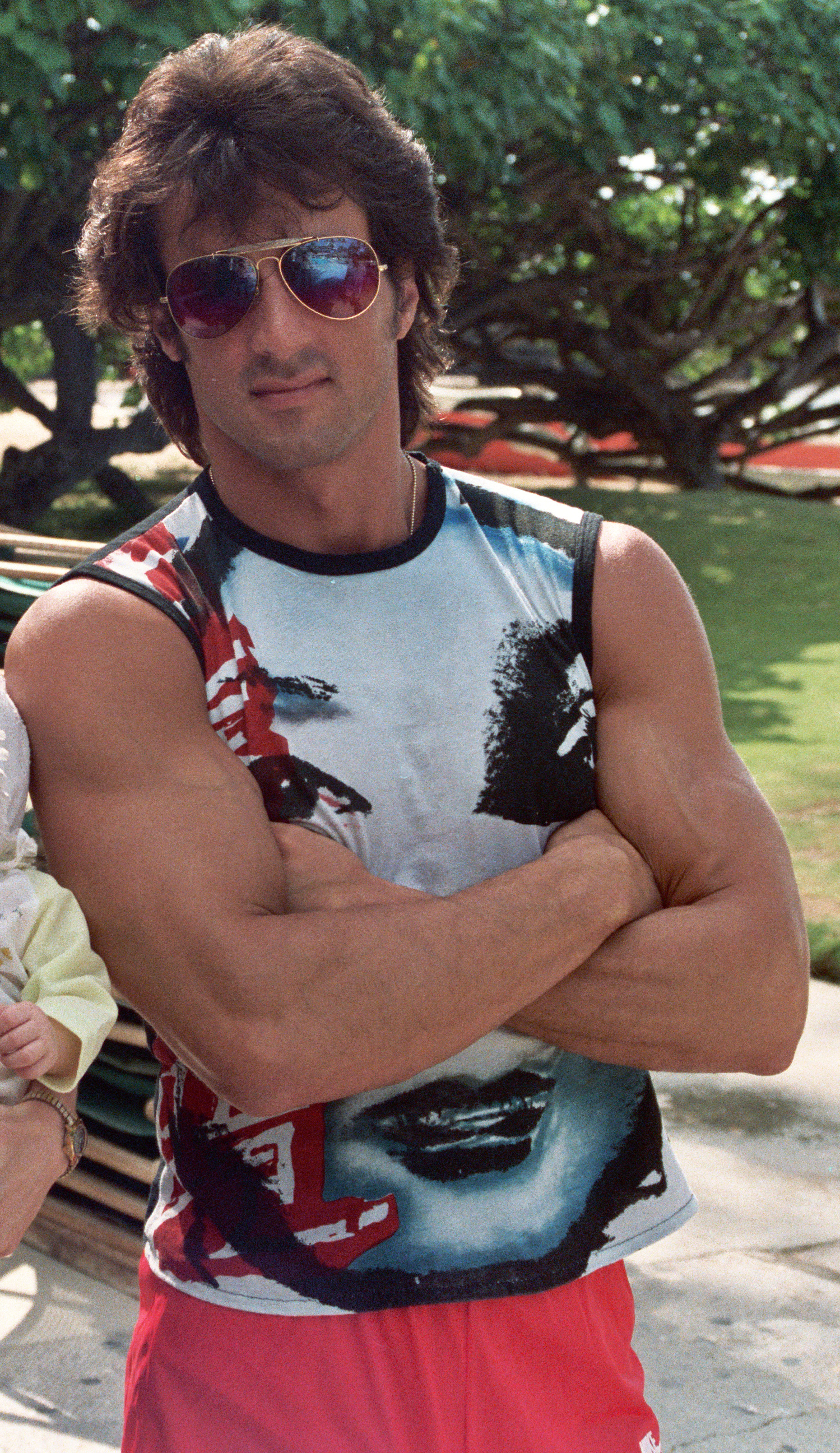
Sylvester Stallone em 1984

Stallone também estrelou a erótica peça teatral Score, que teve 23 apresentações no Teatro Martinica, de 28 de outubro a 15 de novembro de 1971. Essa peça foi transformada em filme por Radley Metzger, mas Stallone não atuou.

### Primeiros papéis no cinema, 1970–1975
Em 1970, Stallone atuou no filme No Place to Hide, que foi cortado e retitulado para Rebel, a segunda versão com Stallone como sua estrela. O mesmo filme, em 1990, foi reeditado a partir de cenas cortadas do filme original e filmagens recentes, transformando-se em uma paródia intitulada A Man Called… Rainbo.
Novamente estrelado por Stallone, a autoparódia foi dirigida por David Casci e produzida por Jeffrey Hilton. A Man Called… Rainbo ganhou Silver Awards no Chicago International Film Festival e no Worldfest — Houston, e foi destaque na Entertainment Tonight, juntamente a sua estrela, Sylvester Stallone. Ele recebeu um sinal de positivo em Siskel & Ebert, e foi recomendado por Michael Medved no popular show de revisão de filmes, Sneak Previews.
Outros papéis, em seu início de carreira no cinema, foram inexpressivos, incluindo breves aparições sem créditos, Bananas (1971), de Woody Allen, fazendo o papel de um bandido de metrô; no thriller psicológico Klute (1971), como um dançarino em um clube; e no The Prisoner of Second Avenue (1975) de Jack Lemmon, como um jovem. No filme de Lemmon, o personagem de Jack Lemmon persegue, derruba, e agarra Stallone, pensando que o personagem de Stallone é um batedor de carteiras.
Ele fez o seu segundo papel de protagonista em The Lords of Flatbush (1974). Em 1975, interpretou papéis secundários em Farewell, My Lovely; Capone, e Death Race 2000. Ele fez aparições como convidado nas séries de televisão Police Story e Kojak.

### Pobreza e salvação:Rocky
Stallone casou e foi levando a vida, mas chegou a um ponto em que estava tão pobre, que roubou as poucas joias de sua mulher e as vendeu. As coisas ficaram tão ruins que acabou morando na rua. O fundo do poço chegou quando teve de vender seu cachorro chamado Butkus (em homenagem a Dick Butkus), da raça bulmastife, de mais de 60 kg, em uma loja de bebidas a um estranho qualquer, pois não tinha dinheiro para alimentá-lo mais. E o vendeu por quarenta dólares.
Duas semanas depois, viu uma luta de boxe entre Muhammad Ali e Chuck Wepner, e essa luta o inspirou a escrever o roteiro de Rocky. Ele escreveu o roteiro durante vinte horas seguidas e tentou vendê-lo e recebeu a oferta de 125 mil dólares, mas tinha apenas um pedido. Ele queria estrelar o filme como o personagem principal, Rocky, mas o estúdio disse não. Depois de algumas semanas o estúdio o ofereceu 250 mil dólares, ele recusou, então ofereceram 350 mil, e ele ainda recusou. Queriam o seu filme mas não o queriam. Ele disse "eu tenho de estar nesse filme". Depois de um tempo, o estúdio concordou lhe dar 35 mil dólares pelo roteiro e o deixaram estrelar o filme.
A primeira coisa que Stallone fez com o dinheiro foi comprar seu cachorro de volta. Ele ficou parado na loja 3 dias até que o homem voltasse com seu cachorro. O homem se recusou a vendê-lo mesmo por cem dólares, Stallone então ofereceu quinhentos, e ele recusou. Ele então ofereceu mil. Finalmente, Stallone desembolsou quinze mil dólares pelo mesmo cachorro que vendera por quarenta. Butkus apareceu no filme Rocky como o cachorro do personagem principal.
Rocky foi lançado em 1976, e recebeu dez indicações ao Óscar, incluindo o de Melhor Ator e Melhor Roteiro Original, nomeações para Stallone. O filme acabou por vencer o Óscar de Melhor Filme, Melhor Diretor, e Melhor Edição.
Em 5 de maio de 1976, em Los Angeles, nasceu Sage Stallone, o primeiro filho de Stallone.

### Rocky,Rambo,e novos papéis no cinema, 1978–1989
A sequência Rocky II, a qual Stallone também tinha escrito e dirigido (substitui John G. Avildsen, que ganhou um Oscar por dirigir o primeiro filme), foi lançada em 1979, e também se tornou um grande sucesso, arrecadando US$ 200 milhões. Nesse mesmo ano, no dia 17 de maior de 1979, nasceu o segundo filho de Stallone, Seargeoh Stallone, que foi diagnosticado com autismo aos 3 anos de idade. Ainda bebê, Seargeoh fez uma aparição no filme Rocky II, como filho do protagonista.
Além da série Rocky, Stallone estrelou muitos outros filmes ao final de 1970 e início de 1980, que foram aclamados pela crítica, mas não foram bem-sucedidos nas bilheterias.
Ele recebeu elogios da crítica por filmes como F.I.S.T. (1978), um drama épico no qual ele interpreta um trabalhador de armazém, vagamente inspirado em James Hoffa, que se envolve na liderança sindical, e Paradise Alley (1978), um drama familiar em que interpreta um dos três irmãos que é um vigarista e ajuda a seu outro irmão que está envolvido em wrestling. Stallone fez sua estreia na direção dirigindo Paradise Alley.

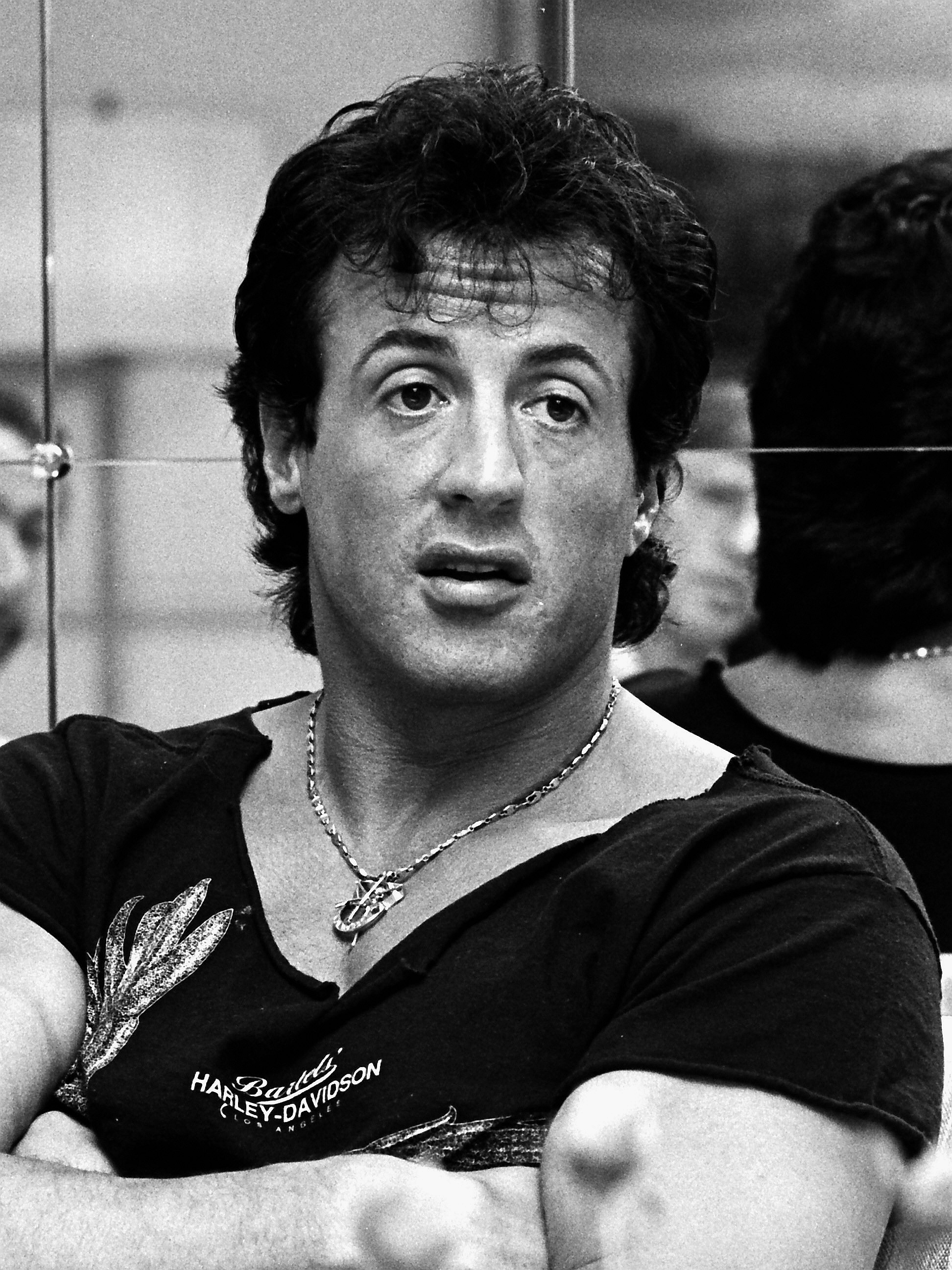
Stallone em 1988

Ao início de 1980, estrelou ao lado do veterano ator britânico Michael Caine Escape to Victory (1981), um drama esportivo em que interpreta um prisioneiro de guerra envolvido em propagandas nazistas de jogos de futebol. Stallone, em seguida, fez o thriller de ação Nighthawks (1981), em que interpreta um policial da cidade de Nova York que tem um jogo de gato e rato com um terrorista estrangeiro, interpretado por Rutger Hauer.

Stallone com Brigitte Nielsen, Ronald Reagan e Nancy Reagan na Casa Branca, em 1985

Stallone lançou outra grande franquia de sucesso, estrelando como o veterano do Vietnã John Rambo, um ex-Boina Verde, no filme de ação-guerra-drama First Blood (1982), um sucesso de crítica e de bilheteria. Críticos elogiaram o desempenho de Stallone, dizendo que ele fez Rambo parecer humano, em oposição à maneira como ele é retratado no livro de David Morrell. Houve quatro sequências para a franquia, Rambo: First Blood Part II (1985), Rambo III (1988), Rambo IV (2008) e Rambo V (2019), que apesar de sucessos de bilheteria, não foram tão aclamadas pela crítica quanto o original.
Ele também continuou seu sucesso de bilheteria com a franquia Rocky, escrevendo, dirigindo e estrelando em mais duas continuações para a série: Rocky III (1982), e Rocky IV (1985). Stallone tem retratado esses dois personagens em um total de dez filmes. Na preparação para estes papéis, Stallone embarcou em um regime de treinamento vigoroso que muitas vezes significava seis dias por semana na academia e abdominais durante a noite. Stallone diz ter obtido sua porcentagem de gordura corporal até o mínimo de 2,8% para Rocky III.
Foi durante este período de tempo que o trabalho Stallone cultivou fortes seguidores no exterior. Ele também tentou, sem sucesso, os papéis em diferentes gêneros, quando coescreveu e estrelou a comédia Rhinestone (1984), em que desempenhou um aspirante cantor de música country, e o drama Over the Top (1987), em que desempenhou um caminhoneiro que, após a morte de sua esposa, tenta fazer as pazes com seu filho que abandonou anos antes. Seu filho não pensa muito sobre ele até vê-lo competir em uma competição de queda de braço a nível nacional. Para a trilha sonora de Rhinestone, ele fez uma canção.
Esses filmes não se saíram tão bem nas bilheterias, e foram mal recebidos pela crítica. Foi por volta de 1985, Stallone assinou um remake do clássico de 1939, Angels With Dirty Faces, de James Cagney. O filme faria parte de seu contrato de imagem com a Cannon Pictures, coestrelado por Christopher Reeve e dirigido por Menahem Golan. O remake foi recebido com desaprovação pela revista Variety e pelo crítico Roger Ebert, fazendo com que a Cannon Pictures optasse por realizar Cobra.
Cobra (1986), e Tango e Cash (1989), não fizeram tanto sucesso nos Estados Unidos, mas no exterior arrecadaram 100 milhões de dólares, e no mundo todo, mais de 160 milhões.

### 1990–2002

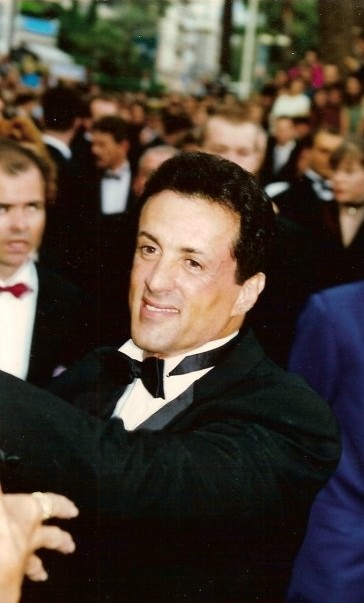
Stallone no Cannes Film Festival, em 1993

Com o sucesso recente de Lock Up, Tango & Cash ao início da década de 1990, Stallone estrelou o quinto filme da franquia Rocky, Rocky V, que foi considerado uma decepção de bilheteria e por fãs.
Depois de estrelar o desastre comercial e crítico Oscar (1991) e Stop! Or My Mom Will Shoot (1992) durante o início dos anos 90, ele fez um retorno em 1993 com Cliffhanger, sucesso nos Estados Unidos, arrecadando 84 milhões de dólares, e um sucesso maior ainda no resto do mundo, arrecadando 171 milhões de dólares, para um total superior a 255 milhões de dólares.
Mais tarde, naquele mesmo ano, estrelou ao lado de Wesley Snipes o futurista filme de ação Demolition Man, que arrecadou mais de 158 milhões de dólares em todo o mundo. Sua série de sucessos continuou em 1994, com The Specialist (mais de 170 milhões de dólares em todo o mundo).
Em 1995, interpretou o personagem Judge Dredd no filme homónimo, baseado na história em quadrinho britânica 2000 AD. Judge Dredd custou quase US$ 100 milhões, e rendeu apenas 113 milhões de dólares. Ele também atuou no thriller Assassins (1995), com Julianne Moore, e Antonio Banderas. Em 1996, ele estrelou o filme Daylight, que não foi muito bem-sucedido nos Estados Unidos, mas arrecadou 126 milhões de dólares no exterior.
Nesse mesmo ano, Stallone, juntamente a um elenco de celebridades, apareceu na curta comédia de Trey Parker e Matt Stone Your Studio and You, encomendada pela Seagram Company para uma festa em que se celebrava a aquisição da Universal Studios e da MCA Corporation.
Stallone fala com sua voz de Rocky Balboa com legendas traduzindo o que ele está dizendo. Em um ponto, Stallone começa a gritar sobre como eles podem usar seu personagem Balboa, que ele deixou no passado, o narrador acalma-o com um refrigerador de vinho e chamando-o de "brainiac". Em resposta, Stallone diz: "Muito obrigado". Ele então olha para o refrigerador de vinho e exclama: "estúdio estúpido e barato!".
Depois de sua performance em Rocky, o crítico Roger Ebert havia afirmado que Stallone poderia se tornar o próximo Marlon Brando, embora nunca recapturasse a aclamação da crítica que foi alcançada com Rocky. Stallone passou a receber elogios por seu papel de baixo orçamento no drama Cop Land (1997), em que estrelou ao lado de Robert De Niro e Ray Liotta, embora o filme tenha tido um pequeno sucesso nas bilheterias, seu desempenho o levou a ganhar o prêmio de melhor ator no Stockholm International Film Festival. Em 1998, fez voice-over para a animação Antz, que foi um grande sucesso de mercado.
Em 2000, estrelou o thriller Get Carter (um remake do filme de 1971, do britânico Michael Caine), mas o filme foi mal recebido pela crítica e pelo público. A carreira de Stallone declinou consideravelmente após seus filmes subsequentes Driven (2001), Avenging Angelo (2002), e D-Tox (2002), com expetativas de irem bem nas bilheterias, mas sendo mal recebidos pela crítica.

### 2003–2005
Em 2003, desempenhou um papel de vilão no terceiro capítulo da trilogia Spy Kids (Pequenos Espiões), Spy Kids 3-D: Game Over (Pequenos Espiões 3 — Game Over), que foi um grande sucesso com bilheterias enormes (quase US$ 200 milhões no mundo todo). Stallone também teve uma breve aparição no filme francês Taxi 3 (2003), como passageiro.
Depois de uma sequência de filmes que fracassaram na bilheteria, Stallone começou a recuperar destaque com seu papel de coadjuvante no drama Shade (2003), que só foi lançado de forma limitada, mas elogiado pela crítica. Ele também foi anexado para estrelar e dirigir um filme provisoriamente intitulado Rampart Scandal, que seria sobre o assassinato dos rappers Tupac Shakur e The Notorious B.I.G., além dos escândalos de corrupção do Los Angeles Police Department. Posteriormente foi retitulado como Notorious, mas acabou sendo arquivado.
Em 2005, Stallone foi coapresentador ao lado de Sugar Ray Leonard, da série de televisão The Contender. Naquele mesmo ano, fez uma aparição em dois episódios da série Las Vegas. Ainda em 2005, induziu o ícone da luta livre Hulk Hogan, que apareceu em Rocky III como um lutador chamado Thunderlips, para o Hall of Fame da WWE. Stallone também era a pessoa que ofereceu a participação de Hogan em Rocky III.

### Revisitando Rocky e o Rambo, 2006–2008

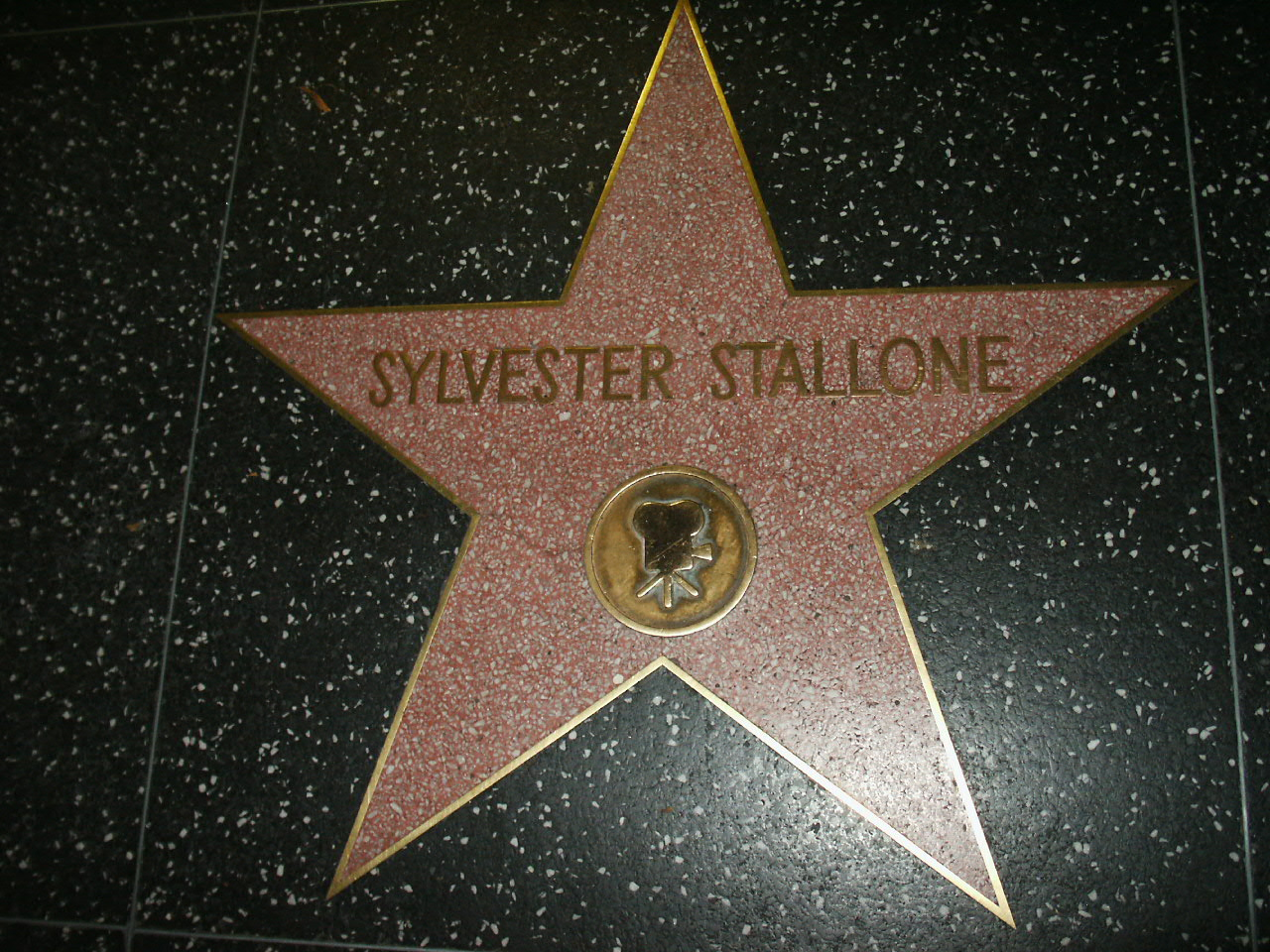
Estrela de Sylvester Stallone na Calçada da Fama

Depois de três anos sem realizar filmes, Stallone fez um retorno em 2006, com o sexto de sua bem-sucedida série Rocky, Rocky Balboa, que foi um sucesso comercial e crítico. Após o fracasso do filme anterior, Rocky V, Stallone tinha decidido escrever, dirigir e estrelar uma sexta obra, que seria um clímax mais apropriado à cinessérie. A bilheteria nacional chegou ao total de 70,3 milhões de dólares (155,7 milhões de dólares em todo o mundo). O orçamento do filme foi de apenas 24 milhões de dólares. Sua atuação em Rocky Balboa foi elogiada, e recebeu em sua maioria críticas positivas.
Stallone decidiu lançar o quarto filme de sua outra franquia de sucesso, Rambo, intitulado simplesmente de John Rambo (no Brasil, Rambo IV). O filme estreou em 2751 cinemas em 25 de janeiro de 2008, arrecadando 6,490 milhões de dólares na abertura, e 18,2 milhões de dólares durante sua semana de estreia. A bilheteria foi de 113 244 290 dólares em todo o mundo, com um orçamento de 50 milhões de dólares.
Perguntado, em fevereiro de 2008, sobre qual de seus ícones ele prefere ser lembrado, Stallone disse "é uma pergunta difícil, mas Rocky é o meu primeiro bebê, sendo assim, Rocky".

### Outros trabalhos no cinema

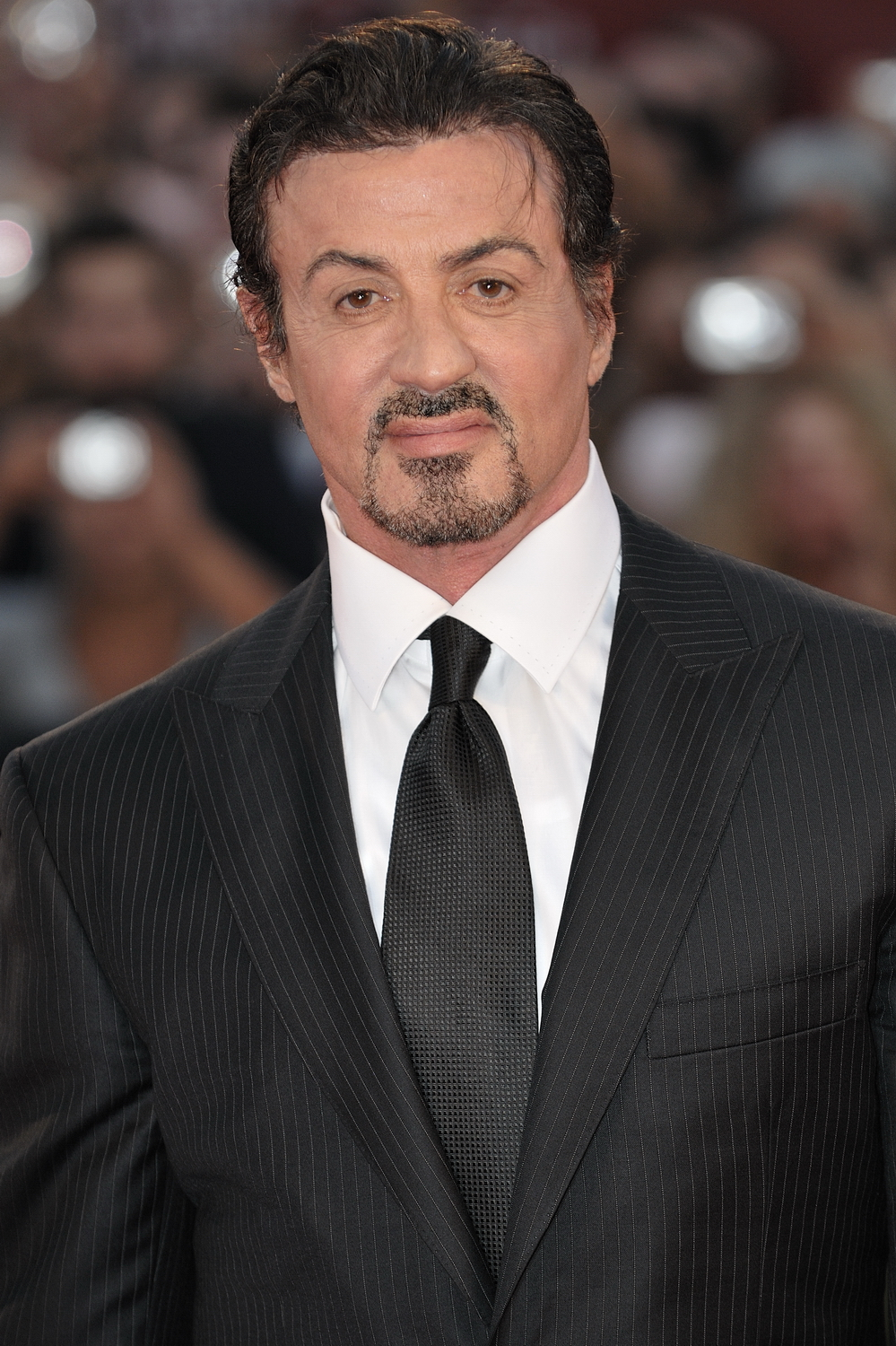
Stallone no Festival de Veneza

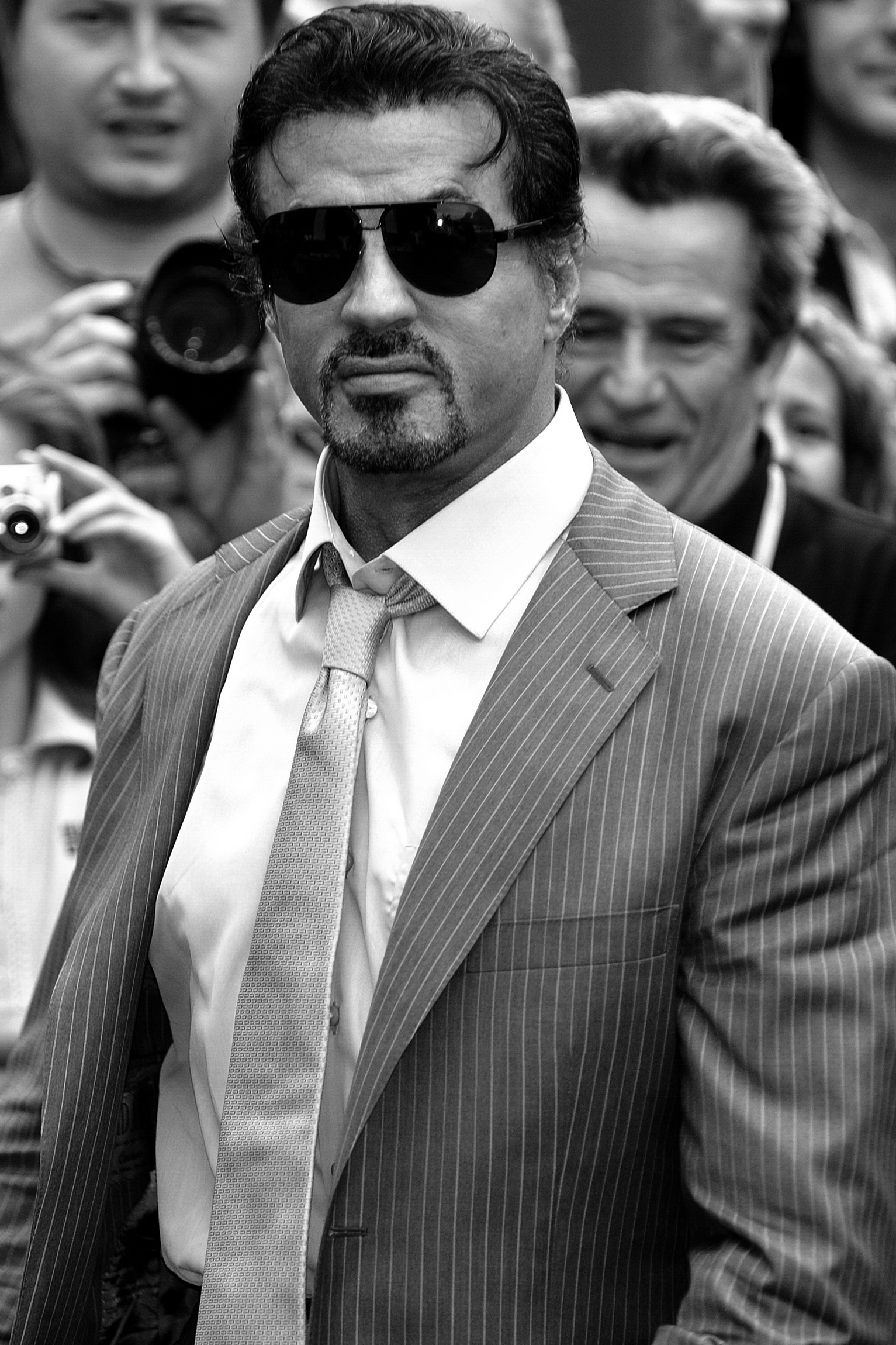
Stallone em 24 de dezembro de 2009, no Festival de Veneza

Estreou como diretor em 1978, com Paradise Alley, que também escreveu e estrelou. Além disso, dirigiu Staying Alive (Os Embalos de Sábado Continuam), a sequência de Saturday Night Fever (Os Embalos de Sábado à Noite), juntamente a Rocky II, Rocky III, Rocky IV, Rocky Balboa, e Rambo.
Em agosto de 2005, lançou seu livro Sly Moves, que alegou ser um guia para ginástica e nutrição, bem como uma visão sincera de sua vida e obra em sua própria perspectiva. O livro também contém muitas fotografias de Stallone ao longo de anos, assim como fotos dele realizando exercícios.
Além de escrever todos os seis filmes de Rocky, Stallone também escreveu Cobra, Driven e Rambo. Coescreveu vários outros filmes, como F.I.S.T., Rhinestone, Over the Top (Falcão — O Campeão dos Campeões), e os três primeiros filmes de Rambo. Seu último sucesso importante como coescritor foi Cliffhanger (Risco Total), de 1993.
Além disso, continuou a exprimir sua paixão em dirigir um filme sobre a vida de Edgar Allan Poe, um roteiro que ele vem preparando há anos. Em julho de 2009, teve uma participação especial no filme de Bollywood, Kambakkht Ishq, onde ele interpretou a si mesmo.
Stallone mencionou que gostaria de adaptar o romance The Lion Game, de Nelson DeMille, e Hunter, de James Byron Huggin. Stallone tinha os direitos para a adaptação cinematográfica de Hunter por vários anos e originalmente planeou usar o enredo para Rambo V. Em 2009, manifestou interesse em estrelar um remake de Desejo de matar (Death Wish), de 1974, um filme de Charles Bronson.
Stallone forneceu a voz de um leão na comédia Zookeeper (O Zelador Animal), de Kevin James.

### 2010–presente
Os Mercenários (The Expendables) foi o grande sucesso de Stallone em 2010. O filme, que foi filmado durante 2009, foi lançado em 13 de agosto de 2010. Stallone escreveu, dirigiu e protagonizou o filme. Junto com ele no elenco, estão as estrelas de filmes de ação Jason Statham, Jet Li, Dolph Lundgren, além de Terry Crews, Mickey Rourke, Randy Couture, Eric Roberts e Stone Cold Steve Austin, assim como participações especiais dos ícones de ação dos anos 80, Bruce Willis e Arnold Schwarzenegger. Devido à reação extremamente positiva a filmagem de teste e aos trailers, o produtor Avi Lerner informou que já existe uma conversa sobre fazer mais duas continuações ou pelo menos algum tipo de longa franquia, baseada nos membros da equipe. O filme levou 34 825 135 dólares no fim de semana de abertura, indo direto ao topo nas bilheterias dos EUA. A obra marcou o fim de semana de maior abertura nos 35 anos de carreira de Stallone.
Stallone estrelou o filme de ação Bullet to the Head, previsto para 2012 e lançado em 2013, dirigido por Walter Hill, baseado no romance gráfico do francês Alexis Nolent Du Plomb Dans La Tete.
A sequência de The Expendables, Os Mercenários 2, foi lançada em 17 de agosto de 2012. Um mês antes, no dia 13 de julho, seu filho e produtor Sage Stallone, com 36 anos, foi encontrado morto no interior de sua casa em Hollywood, tendo como causa provável a ingestão excessiva de medicamentos. Posteriormente descobriu-se que Sage sofria de aterosclerose, condição que lhe provocou um ataque cardíaco fatal. Sage foi sepultado no Westwood Village Memorial Park Cemetery.
Em 2013 Stallone estreou o filme Escape Plan (Rota de Fuga). No ano seguinte, Os Mercenários 3 (The Expendables 3) foi lançado em agosto. Já em 2015, foi lançado nos Estados Unidos o filme Creed, responsável por creditar o Globo de Ouro de melhor ator coadjuvante a Stallone e por uma indicação ao Oscar 2016.